# Pteris deflexa

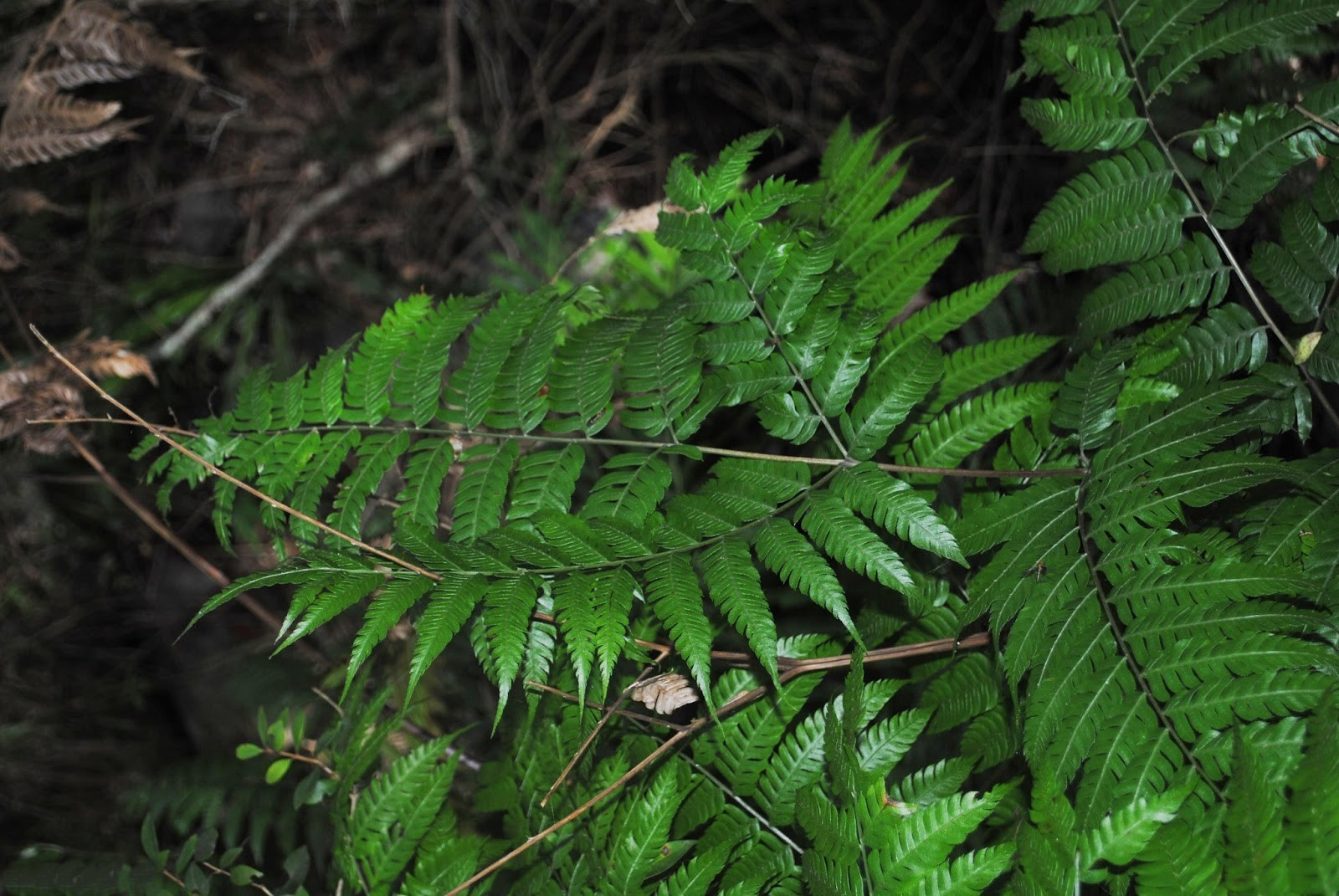
Pteris deflexa, al margen de Arroyo Yerbal chico

Pteris deflexa Link es una especie perenne, herbácea de la familia  Pteridaceae.  Nativo de Centroamérica y Sudamérica, característico de la Selva ombrófila.   Frecuente en orillas de arroyos y grutas.. Se cultiva comúnmente como planta ornamental.
Posee tallos subterráneos, frondes de hasta 2m de altura. Es un arbusto que suele cubrir completamente el suelo. Está amenazada por pérdida de hábitat.

## Taxonomía
Pteris deflexa fue descrito por Heinrich Friedrich Link y publicado en Hortus Regius Botanicus Berolinensis 2: 30. 1833.

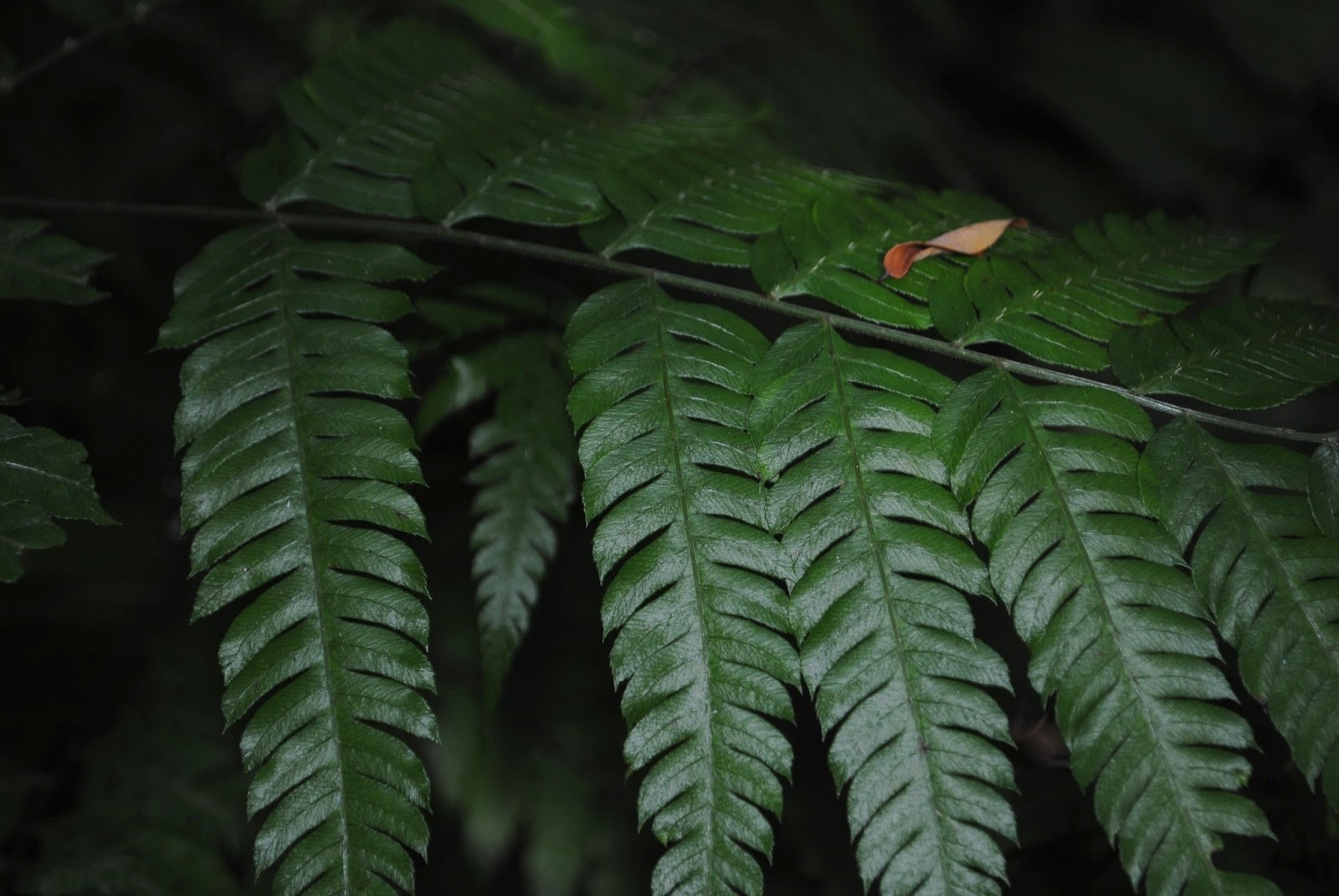
Pteris deflexa. Frondas

Sinonimia
- Pteris gaudichaudii J.Agardh
- Pteris polita Link[4]

var. stridens (J. Agardh) Proctor
- Pteris stridens J. Agardh[5]

## Nombre común
- Garrapata yuyo